# Захаровка (Харьковская область)
Захаровка (укр. Захарівка) — село, Ивановский сельский совет, Волчанский район, Харьковская область, Украина.
Код КОАТУУ — 6321683604. Население по переписи 2001 г. составляет 449 (215/234 м/ж) человек.

## Географическое положение

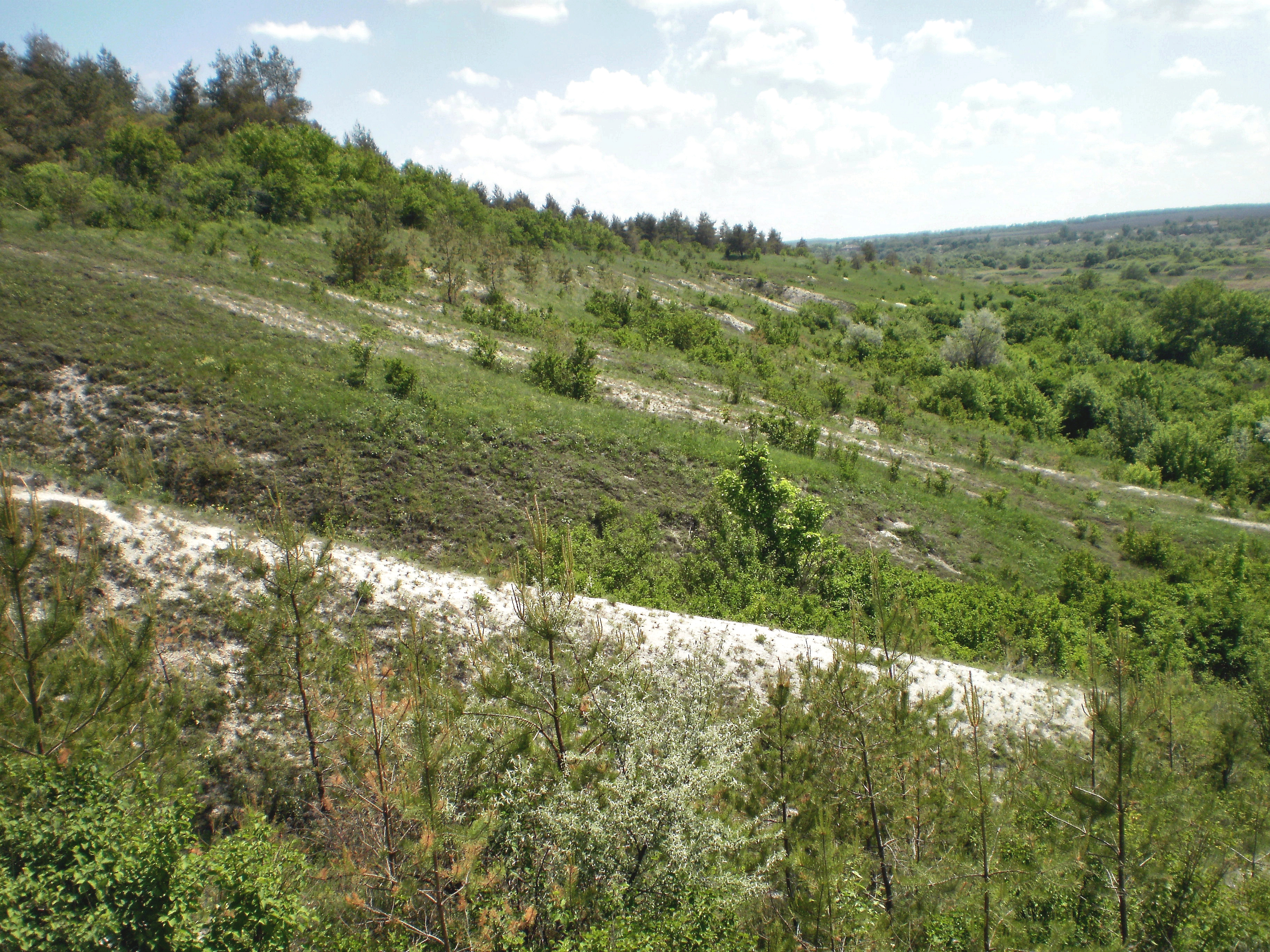
Правый берег реки Плотва высокий и крутой. На поверхность выходят многометровые слои мела. «Меловые горы» на правом берегу Плотвы — визитная карточка Захаровки

Село Захаровка находится на реке Плотва, выше по течению примыкает к селу Ивановка, ниже по течению — село Соломенное (нежилое).

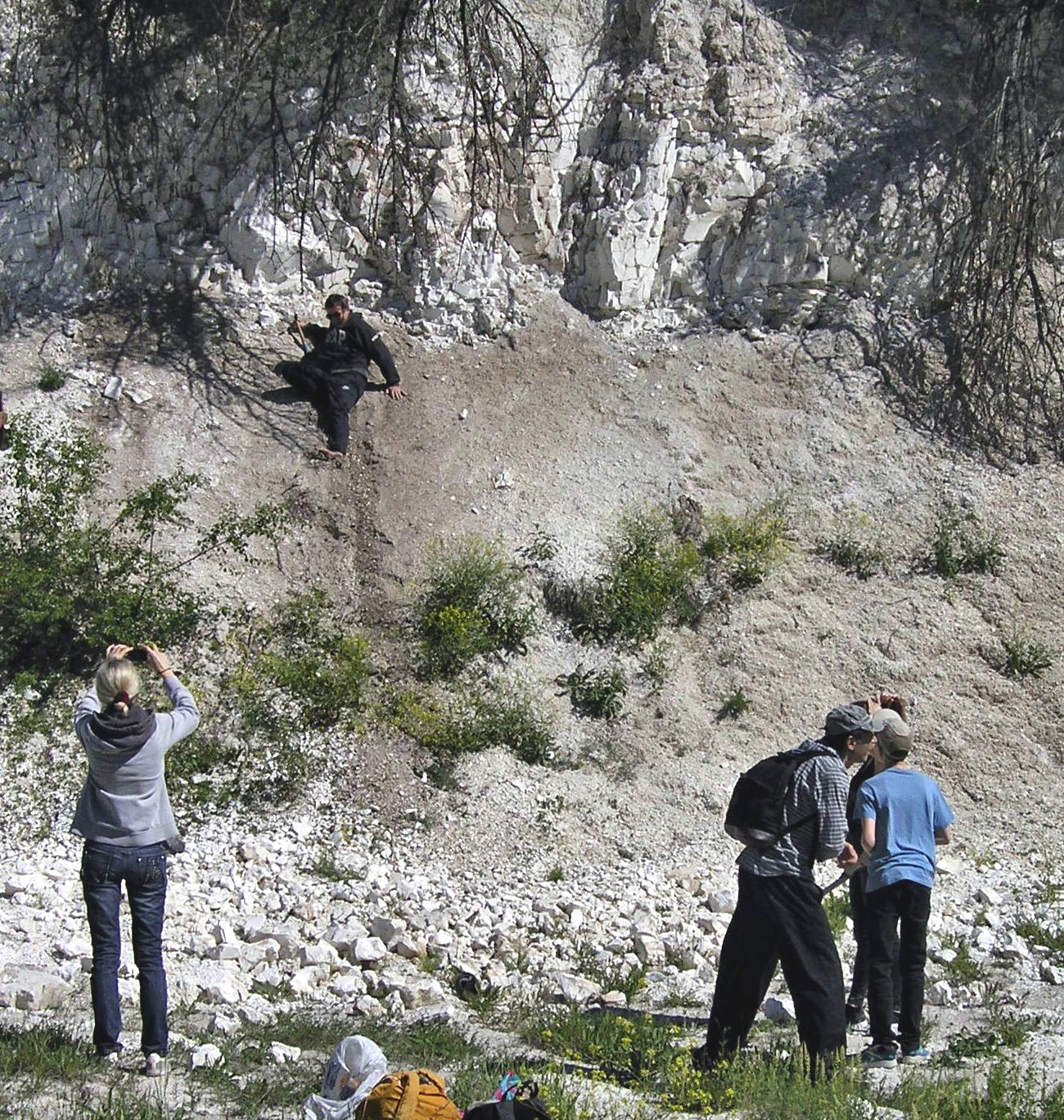
Дождевые воды проточили в пластах мела на правом берегу реки Плотва гигантские овраги перпендикулярно течению реки. На снимке овраг Штеповка в пласте мела у Захаровки

## История
- 1645 — дата основания. Согласно преданию, у пана Бикарюка, хозяина здешних мест, было три сына — Захар, Иван и Василь, которым он завещал своё имение, и части этого имения были названы, соответственно Захаровка, Ивановка (центр) и Васильевка. Река Плотва берёт своё начало из родников на лугах за селом Васильевка.
- Усадебный дом разрушен. Сейчас от усадебных построек сохранилось 2 амбара (каменный и деревянный) и парк в запущенном состоянии

## Экономика
- Свинотоварная ферма.

## Объекты социальной сферы
- Захаровский фельдшерский пункт.

## Достопримечательности
- В селе курган высотой 3,5 м. У села найдено погребение салтовской культуры.